# Apfaltrerji
Rodbina Apfaltrer (tudi Apfoltrer, Apfaltrer von Apfaltrern, Apfaltrer(n) zu Roy und Grünhof itd., slovensko Jablaniški) je kranjska plemiška rodbina, ena najstarejših na slovenskem ozemlju, ki je po moški liniji izumrla sredi 20. stoletja.

## Zgodovina
Kranjska plemiška rodbina Apfaltrerjev je ena najstarejših na naših tleh. Prvi zapis o rodbini izhaja iz leta 1165, ko je omenjena udeležba Janeza Apfaltrerja na viteških igrah v Tiguriju v Švici, skupaj s koroškim vojvodo Henrikom. Udeležba na turnirjih je bila tisti čas povezana s statusom, saj je vsak udeleženec moral biti plemič, ki je izkazoval najmanj štiri generacije plemiških prednikov. Tudi Valvasor obstoj rodbine locira že v zgodnje 11. stoletje, ko so se nahajali na gradu Roje nad Grmačami. Kljub tej zgodnji hipotetični letnici iz strani barona Valvasorja se rodbina pogosteje začne omenjati v pisnih virih šele v 15. stoletju. 
Ime Apfaltrer je ime, ki ga je družina dobila po gradu Jablanica, katerega lokacija je našim zgodovinarjem še vedno neznana. Ta grad so dali v začetku 13.stol. postaviti Spanheimi oz. edini vojvoda, ki je imel takrat posest na Kranjskem, Ulrik III. Spanheimski. Jablanico naj bi zgradili kot odgovor na oglejski Vernek, ki so si ga zaradi njegove strateške lege nad dolino Save neuspešno skušali prilastiti. Za kratek čas so ga sicer osvojili in opustošili, a so ga na ukaz oglejskega patriarha morali ponovno obnoviti. Ker se v virih omenja lokacija gradu na desnem bregu Save, je upravičeno domnevati, da gre pri znameniti Jablanici prav za grad Roje na hribu Tičnica nad Grmačami. 
Po vsej verjetnosti so Apfaltrerji izšli iz Spanheimskih vrst najprej kot ministeriali in gradiščani, nato kot plemiči in vazali. Dejstvo je, da so v naših krajih bivali skoraj 8 stoletij oziroma vse do 2. svetovne vojne. Tako so bili vazali koroških vojvod in kasneje kranjskega deželnega kneza tj. Habsburžanov. Gašpar Apfaltrern je bil leta 1392 izpričan kot deželni glavar na Kranjskem. 
Leta 1426 pa se omenja Andrej; njegova soproga Marjeta Gall je prav tega leta ustanovila pri šentjakobski cerkvi v Ljubljani tri maše zadušnice za svojo sorodnico Nežo de Colientz in za svojo mater Elizabeto. V ustanovnih pismih šentjakobske cerkve v Ljubljani in Gornjega grada se omenja tudi Andrejev in Marjetin sin Henrik, ki je bil leta 1429 poveljnik v Kostanjevici. Njegov brat Jurij je leta 1435 podpiral cesarja Friderika III. v vojni proti nadvojvodu Albertu in strumno branil mesto Ljubljano pred napadi nadvojvode.
V tej službi so bili tudi v ostrem sporu tudi s Celjskimi grofi in knezi. Dva pripadnika Apfaltrerjev sta v sovražnostih med Celjskimi in Habsburžani tudi izgubila svojo glavo. Vendar so Apfaltrerji služili kot vazali tudi Celjskim. Nečaki omenjenega Jurija, otroci njegovega brata Konrada, Ludvik, Andrej in Henrik, so se leta 1466 zapletli v hude boje proti Jodoku pl. Helfenbergu in Janezu pl. Drachenbergu; v teh bojih je bil ubit Andrej, ki je leto dni poprej (1465) podaril ljubljanskemu škofu mlin nad Ljubljano. Njihov bratranec Janez, sin Gašperjev, je bil leta 1489 odvetnik stiškega samostana. O njem pravi stiski kronist Puzel, da je bil vrl in plemenit mož in je kot zasliševalec v svetnih zadevah v slovenskem narečju razlagal zakone, sklepal o kaznovanju ali oprostitvi obtožencev in razsojal v spornih zadevah. Leta 1492 se je Janez Apfaltrer s Petrom Knauerjem, Jurijem Lambergerjem z Ortneka in Jurijem Mindorferjem v imenu dežele pogajal s predstavniki mest in trgov o določbi, da smejo biti pol milje hoda okrog mesta le po en kovač, krojač, čevljar in krčmar.
V vojaški službi Habsburžanov jih najdemo tudi v naslednjih stoletjih. Vnuk zgoraj omenjenega Ludvika Janez Apfaltrer je bil poveljnik na Reki, njegov sin, tudi Janez po imenu, pa cesarjev vojaški svetovalec in podmaršal v bojih s Turki pri Dunaju. Po zmagi nad Turki je leta 1530 postal prefekt mesta. Umrl je leta 1537. Brat Janeza mlajšega Jurij je po vsej verjetnosti istoveten z Jurijem Apfaltrerjem, ki ga navaja Puzel leta 1539 med dobrotniki stiškega samostana. 
Najuglednejši predstavniki rodbine so bili v 17. stol. Adam Apfaltrer, ki je bil poročen z Zofijo Valvasor, njegov sin Janez Jurij s sinovoma Jurijem Sigmundom in Jurijem Siegfriedom, Adamova nečaka Janez Jakob in Sigmund z otroki Francem Bernardinem oziroma Ferdinandom Ernstom in Henrikom Julijem. Adam je služil deželi predvsem kot vojak. Da bi si pridobil čim večjo izurjenost v sukanju meča, se je leta 1603 odpravil na daljše potovanje. V spremnem pismu ga stanovi hvalijo zaradi njegove zveste službe v Vojni krajini. Po vrnitvi domov se je Adam leta 1610 odločil, da bo nekaj let z dvema konjema služil pod deželno zastavo.
V času prihoda reformacije in verskih delitev se je rod Apfaltrerjev razdelil. Cesar Ferdinand II. je s patentom z dne 1. avgusta 1628 protestantsko plemstvo notranjeavstrijskih dežel postavil pred izbiro: spreobrnjenje v katoliško veroizpoved ali izselitev iz njegovih dednih dežel. Protestant Janez Jakob pl. Apfaltrer je kot protestant moral leta 1629 zapustiti deželo Kranjsko. Prej omenjenega Adama zasledimo kot stotnika deželnega sklica za Gorenjsko in leta 1645 kot gorenjskega četrtnega glavarja. To službo je opravljal do svoje smrti leta 1650. Janez Jurij je v letih 1669—1671 služil kot mitninski prejemnik v Postojni in bil hkrati inšpektor oziroma upravitelj kneza Turjaškega (Auersperga) v grofiji Postojni in gospostvu Lož ter knezov rentni mojster. Leta 1671 so mu stanovi naročili, naj natanko popiše kraje, ki jih je kranjski deželi odtujil grof Peter Zrinjski na področju Čabra. Leta 1673 pa so ga imenovali za člana komisije, ki se je pogajala s Hrvatsko za povrnitev tega ozemlja. Umrl je leta 1698.
Cesar Leopold I. Habsburški je 2. januarja 1672 Fedinanda Ernesta pl. Apfalterna, ki je bil jezuit na Dunajski univerzi, skupaj z bratoma Jurijem Žigo in Henrikom Julijusom povzdignil v baronski stan. V diplomi utemeljuje vladar svojo odločitev z uglednostjo rodbine, ki spada med najstarejše na Kranjskem ter s pogumno in zvesto službo Apfaltrerjev v vojski in raznih uradih, kamor go jih pritegnili spričo njihovih nravnih odlik in umskih sposobnosti. Jurij Žiga je leta 1680 kot kužni komisar v Motniku nadziral sanitarni kordon proti Štajerski, kjer je izbruhnila kuga. Kot član viteške vojske — služil je pod rumeno zastavo — je leta 1688 dobil s svojim bratom Jurijem Siegfriedom, ki je služil pod modro zastavo, ter svojima bratrancema Francem Bernardinem in Henrikom Julijem poziv, naj bo pripravljen na pohod proti upornim kmetom v Smledniku. Umrl je leta 1711. 
Kot Adam je tudi njegov nečak Ivan Jakob, sin Jurija Andreja, šel iskat v tujino izkušnje v borjenju. V ta namen je leta 1607 potoval na Nizozemsko in je nato služil deželi nekaj časa kot vojak. Leta 1616 je naveden v seznamu vitezov, ki so bili zbrani v Postojni pod rumeno zastavo. Kmalu pa je prestopil v civilno službo in tu dosegel visok položaj. Leta 1622 je po naročilu dežele z Matejem Posarellom in Andrejem Krunom popisal žitne in vinske zaloge v ljubljanskih meščanskih in plemiških hišah, kajti tedaj je vladala v mestu huda stiska in draginja. Opravljal je posle sodnega prisednika in deželnega odbornika in postal leta 1629 deželni glavni prejemnik; prejemniške posle je vodil do svoje smrti leta 1631. Istočasno z Janezom Jakobom se v seznamu konjenikov rumene zastave v Postojni pojavi tudi ime njegovega bratranca Sigmunda, ki je bil sin Blaža Apfaltrerja. Že leta 1627 je postal deželni odbornik, se leta 1633 bojeval z upornimi kmeti v Ponovičah in je leta 1635 sodeloval v komisiji, ki naj bi kaznovala kmečke puntarje. Leta 1649 so ga imenovali za vojaškega komisarja in mu naložili skrb za vojaštvo, nastanjeno na Dolenjskem. Preskrbovati je moral pehotno kompanijo Wachenheimb v Šmartnem pri Litiji, konjeniške eskadrone v Šentrupertu, Moravčah, Tihaboju, Sostrem, Dobrunjah in Zadvonu; v zadnjih treh krajih se je mudila Gertnerjeva konjeniška kompanija. Umrl je leta 1658.
V 18. stol. je služil že tretji Apfaltrer kot deželni glavni prejemnik in to Janez Ignac, vnuk Henrika Julija in sin Otona Henrika. Leta 1747 je bil odposlanec kranjske dežele pri določanju decimalnega recesa. Leta 1749 so ga sprejeli v plemiško bratovščino sv. Dizme. V matični knjigi bratovščine, tako imenovani Dizmovi kroniki, je upodobljen njegov grb in simbol, ki predstavlja v ozadju graščino, spredaj pa je na rdeče pogrnjeni mizi ura; nad simbolom je kot geslo napis »Der Stets bewegiende« in izrek »Inquietum est cor meum doneč requiescat in te, Domine.« Umrl je leta 1763. Ignacev najstarejši sin Franc je bil ljubljanski oziroma novomeški kresijski glavar. V arhivu graščine Grmače je ohranjeno gradivo, ki je nastalo iz njegovega uradovanja. Vmes je zelo zanimiva kopijska knjiga ljubljanske kresije za čas od 1768 do 1775; pod datumom 17. julija 1773 je Franc vpisal skoraj 30 strani obsegajoč popis ljubljanske kresije v topografskem, gospodarskem, socialnem in upravnem oziru. Umri je leta 1796. Najmlajši Francev brat Leopold je vstopil v jezuitski red in je bil pomemben matematik. Leta 1771 je napisal disertacijo De motu rhombi conici in še traktat Abhandlung von dem Druck der Gewölber auf ihre Seitenmauern. Umrl je 18. decembra 1784." Sredi 18. stol. se je še več članov rodbine posvetilo duhovniškemu poklicu, tako dva brata Janeza Ignaca Ernst, ki je bil tudi jezuit, in Jožef, ki je napredoval do stolnega kanonika ljubljanske škofije. Leopoldov popolbratranec Ferdinand pa je župnikoval v Kamniku, kjer je umrl 16. januarja 1785, star 57 let. Svoje imetje je zapustil župni cerkvi na Sutni. Tudi Ferdinand je bil od leta 1752 dalje član Dizmove bratovščine.
Zadnji baron Apfaltrer z Grmač je imel dve hčeri, ki sta dedovali naziv baronic in z njima se je moška linija zaključila, rodovina se nadaljuje po ženski liniji. 
Eden zadnjih lastnikov gradu Grmače je s soprogo pokopan na litijskem pokopališču v grobnici, ki so jo še do nedavnega uporabljali kot mrliško vežico. Stotnik Rudolf Apfaltrer, deželan na Kranjskem, Češkem, Moravskem in v Šleziji. V oporoki naroča svojim nečakom in dedičem, naj ne zapuste svoje rodne dežele Kranjske in se čim prej nauče slovenščine.

## Pomembne osebnosti
Apfaltrerji so kot plemiči služili svoji deželi in vladarju v vojski in civilni upravi ter se udejstvovali kot cerkveni dostojanstveniki. 
Pomembni baroni Apfaltrerji so bili: 
- Janez Sigfrid Apfaltrer, (* 1696, † 1764), prisednik ograjnega sodišča
- Ernest Apfaltrer (* 1720, † 1757), matematik, jezuit
- Henrik Apfaltrer, jezuit
- Leopold Apfaltrer (* 1731, † 1804), avstrijski učitelj, pisatelj
- Maria Titus Friedrich Apfaltrer (* 6. april 1825, † 19. september 1878), avstrijski stotnik
- Ivan Apfaltrer, vojni svetnik
- Oto Apfaltrer (* 1823, † 1905), politik, dosmrtni član gosposke zbornice dunajskega parlamenta
- Marija Oto Apfaltrer (* 1857, † 1920), politik, kranjski deželni poslanec (1877–1915)

## Posesti
Rodbina je imela največ posesti na Kranjskem. Med drugimi so posedovali:
- grad Roje (Jablanica) (11. stoletje do 1615),
- grad Grmače (1615–1905),
- gospostvo Loka pri Zidanem mostu (1763–1905),
- gradič Pakenštajn (druga polovica 14. stol. do 1416),
- grad Rakovnik pri Šentrupertu (1585–1614),
- grad Motnik (1608–1750),
- grad Brdo pri Lukovici (1670–1740),
- grad Črni potok (1704–1793),
- dvorec Čemšenik (1710–1737),
- grad  Črnelo (1710–1762),
- grad Khiesselstein (1738–1765),
- grad Grad Svibno (1740 -1762),
- grad Grad Krupa (1772–1904),
- grad Grad Pusti gradac (1772–1904),
- grad Grad Poganik (1779–1804),
- grad Grad Križ pri Kamniku (1796–1941),
- grad Grad Mekinje (1825–1903),
- grad Stari grad (1837–1903),
- grad Lebek, 1496,
- grad Ekenštajn,
- hiša v Ljubljani na Mestnem trgu št. 199.

Posesti na Hrvaškem
- grad Ribnik,
- grad Vervišće